# الحزب الجمهوري المحافظ
الحزب الجمهوري المحافظ (بالبرتغالية: Partido Republicano Conservador) كان حزبًا سياسيًا برازيليًا تأسس في أكتوبر 1910 لتمثيل المثل العليا للجمهوريين والأوليغارشية للنخب الزراعية في الولايات المستاءة من هيمنة ولايتي ساو باولو وميناس جيرايس.
كان ممثلوه الرئيسيون في مجلس الشيوخ خوسيه غوميز بينيرو ماتشادو عن ريو غراندي دو سول والمارشال هيرميس دا فونسيكا، الذي تم انتخابه رئيسًا للجمهورية من عام 1910 إلى عام 1914.
انخفضت شعبية الحزب منذ عام 1916 بوفاة بينيرو ماتشادو. مثل جميع الأحزاب السياسية، تم إلغاؤها أخيرًا من قبل حقبة فارغاس في عام 1937.